# Offadesma angasi
Offadesma angasi är en musselart som beskrevs av Joseph Charles Hippolyte Crosse och P. Fischer 1864. Offadesma angasi ingår i släktet Offadesma och familjen Periplomatidae. Inga underarter finns listade i Catalogue of Life.